# Upper Arlington, Ohio
Upper Arlington là một thành phố thuộc quận Franklin, tiểu bang Ohio, Hoa Kỳ. Năm 2010, dân số của thành phố này là 33771 người.

## Dân số
- Dân số năm 2000: 33686 người.
- Dân số năm 2010: 33771 người.